# Neogloboquadrina
Neogloboquadrina è un genere di foraminifero planctonico con guscio calcareo, documentato dal Miocene Superiore in tutti i mari e gli oceani del mondo. Diverse specie sono utilizzate in campo biostratigrafico per la datazione delle rocce e dei sedimenti.

## Descrizione

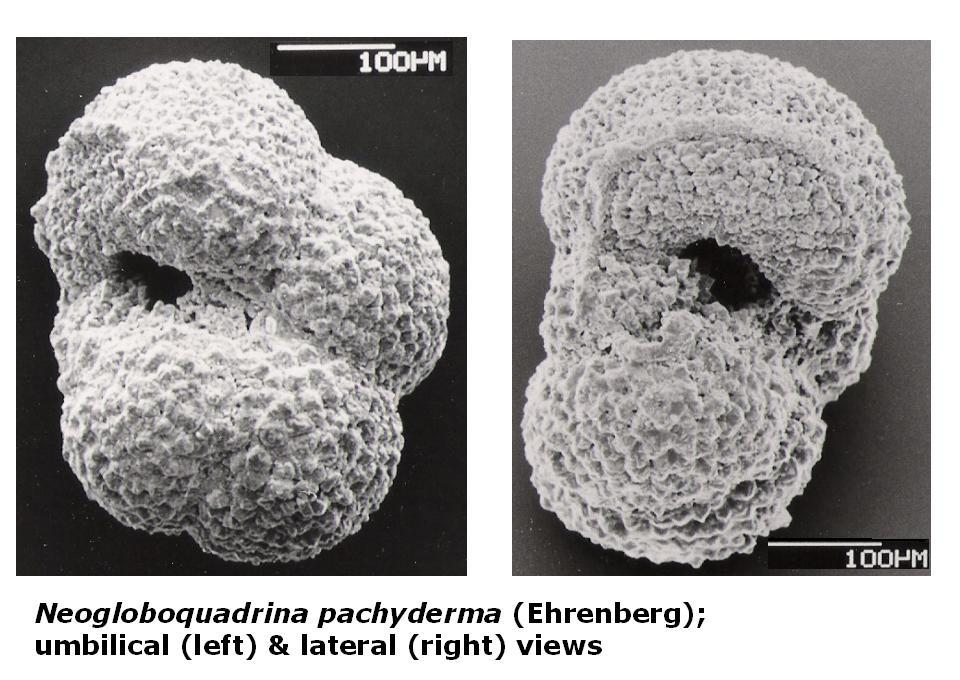
Neogloboquadrina pachyderma (EHRENBERG). Notare la tipica parete molto spessa e fortemente granulosa per la presenza di cristalli di calcite. Pliocene superiore della Baja California (Messico). Scala in micrometri.

Guscio calcareo ialino, traslucido. Parete spessa, distintamente perforata nelle forme temperato-tropicali, di aspetto fortemente granuloso per la crescita di cristalli di calcite secondaria nelle forme di acque fredde. Avvolgimento trocospirale, a spira bassa. Il verso di avvolgimento del guscio (destro/sinistro) è spesso collegato alle condizioni climatiche ed è in diversi casi diagnostico a livello biostratigrafico e paleoecologico. Ultimo giro formato da 4-5 fino a 6-7 camere. Profilo del guscio tendenzialmente piano sul lato spirale e convesso su quello ombelicale. Ombelico profondo, da stretto ad ampio a seconda delle specie. Le suture tra le camere sono poco depresse; il margine periferico può essere da arrotondato a sub-quadrato a debolmente lobato, sempre privo di carena. Apertura primaria ombelicale-extraombelicale, ad arco, spesso delimitata da un labbro imperforato più o meno sviluppato; aperture supplementari ombelicali presenti nelle forme ad ombelico ampio. Spesso sono presenti piastre ombelicali di forma triangolare, più o meno sviluppate, che si prolungano dai labbri delle aperture verso il centro dell'area ombelicale.

## Distribuzione

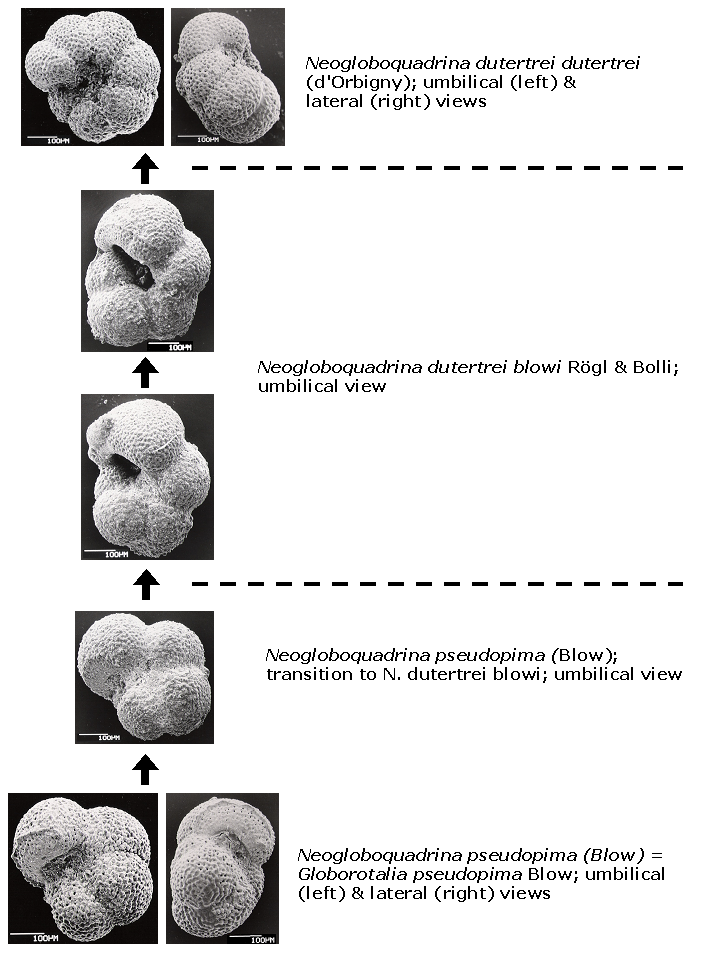
Esempio di tendenza evolutiva nel genere Neogloboquadrina, da N. pseudopima (BLOW) a N. dutertrei blowi (ROGL e BOLLI), a N. dutertrei dutertrei (D’ORBIGNY), per aumento progressivo del numero di camere nell’ultimo giro e graduale apertura dell’area ombelicale. Gli esemplari, ripresi al microscopio elettronico, vengono da sedimenti tardo-pliocenici della Baja California (Messico). Scala in micrometri.

Il genere Neogloboquadrina compare nel tardo Miocene Medio (Langhiano), con la specie N. acostaensis (BLOW), forma di acque fredde diffusa alle alte latitudini. La posizione sistematica e la genealogia di questo genere (e di molte specie che ne fanno parte) sono ancora largamente discusse tra i ricercatori.
Il genere si evolve rapidamente nel corso del Miocene, e tende a migrare progressivamente verso le basse latitudini. Alla fine del Miocene conta sia forme temperato-tropicali che forme “fredde”. Tra queste ultime, la forma più nota, comparsa nel Miocene Superiore, è N. pachyderma (EHRENBERG), forma di acque fredde caratterizzata da 4-4 ½  camere nell'ultimo giro, contorno sub-quadrato e parete molto spessa e fortemente granulosa.
Il genere comprende attualmente due specie:
- N. dutertrei (D'ORBIGNY)
- N. pachyderma (EHRENBERG)

## Habitat
Neogloboquadrina è un organismo planctonico, di habitat pelagico.